# Sowjetischer Fußballpokal 1955
Der Sowjetische Fußballpokal 1955 war die 16. Austragung des sowjetischen Pokalwettbewerbs der Männer.
Pokalsieger wurde ZDSA Moskau. Das Team setzte sich im Finale gegen Dynamo Moskau durch. Titelverteidiger Dynamo Kiew war im Achtelfinale der Finalrunde ausgeschieden.

## Modus
Die 32 Zweitligisten, 18 Pokalsieger der Teilrepubliken und 5 Juniorenteams wurden in vier regionale Zonen eingeteilt. Nach vier Runden qualifizierte sich der jeweilige Zonensieger für die Finalrunde. Dort stiegen die zwölf Erstligisten ein.
Alle Begegnungen wurden in einem Spiel entschieden. Stand es nach regulärer Spielzeit unentschieden, wurde das Spiel um zweimal 15 Minuten verlängert. Stand danach kein Sieger fest, wurde die Begegnung am folgenden Tag an gleicher Stelle wiederholt.

## Teilnehmende Teams
| Klass A (12) | Klass B (32) | Klass B (32) | Pokalsieger Teilrepubliken (18) | Juniorenteams (5)                                                          |
| --- | --- | --- | --- | -------------------------------------------------------------------------- |
| - Dynamo Moskau - Lokomotive Moskau - Spartak Moskau - Torpedo Moskau - ZDSA Moskau - Dynamo Kiew - Dinamo Tiflis - Krylja Sowetow Kuibyschew - Schachtjor Stalino - Spartak Minsk - Trudowyje Reserwy Leningrad - Zenit Leningrad | - Awangard Swerdlowsk - Awangard Tscheljabinsk - Burewestnik Kischinjow - Daugava Riga - DOF Sewastopol - Dünamo Tallinn - Energija Saratow - Krasnoje snamja Iwanowo - Krylja Sowetow Molotov - Lokomotive Charkow - Metallurg Dnjepropetrowsk - Metallurg Saporoschje - Neftjanik Baku - Neftjanik Krasnodar - ODO Kiew - ODO Lwow | - ODO Swerdlowsk - ODO Tiflis - Pischtschewik Odessa - Schachtjor Stalinogorsk - Spartak Jerewan - Spartak Kalinin - Spartak Taschkent - Spartak Uschgorod - Spartak Vilnius - Trud Stupino - Team Woronesch - Torpedo Gorki - Torpedo Rostow - Torpedo Stalingrad - Uroschai Alma-Ata - Zenit Moskau | - Krasnoje snamja Leninakan (SSR Armenien) - DO Baku (SSR Aserbaidschan) - Burewestnik Minsk (SSR Belarus) - ODO Tallinn (SSR Estland) - Dinamo Kutaissi (SSR Georgien) - ODO Petrosawodsk (SSR Karelo-Finnland) - Dynamo Schymkent (SSR Kasachstan) - Spartak Frunse (SSR Kirgisien) - Sarkanais Liepāja (SSR Lettland) - KPI Kaunas (SSR Litauen) - Selchos Institut Kischinjow (SSR Moldawien) 1 - DO Chabarowsk(SFSR Russland) - Metallurg Leninabad (SSR Tadschikistan) - Team Krasnowodsk (SSR Turkmenistan) - Maschinostroitel Kiew (SSR Ukraine) - Dinamo Samarkand (SSR Usbekistan) - Awangard Leningrad (Leningrad (Stadt)) - Krylja Sowetow-III Moskau (Moskau (Stadt)) | - FSchM Kiew - FSchM Leningrad - FSchM Minsk - FSchM Moskau - FSchM Tiflis |

## Vorrunde

### Zone 1

#### Achtelfinale
| Datum      |                        | Ergebnis  |                             |
| ---------- | ---------------------- | --------- | --------------------------- |
| 14.06.1955 | Awangard Leningrad     | 1:2       | Spartak Uschgorod           |
| 14.06.1955 | Burewestnik Kischinjow | 8:0       | Selchos Institut Kischinjow |
| 14.06.1955 | Burewestnik Minsk      | 0:2       | Metallurg Saporoschje       |
| 14.06.1955 | Team Woronesch         | 2:1       | FSchM Moskau                |
| 14.06.1955 | Neftjanik Baku         | 3:2       | DO Baku                     |
| 22.06.1955 | Team Krasnowodsk       | 2+:- 2    | Awangard Swerdlowsk         |
| 22.06.1955 | Sarkanais Liepāja      | 2:2 n. V. | Daugava Riga                |
| 22.06.1955 | Pischtschewik Odessa   | 5:1       | FSchM Kiew                  |

##### Wiederholungsspiel
| Datum      |                   | Ergebnis |              |
| ---------- | ----------------- | -------- | ------------ |
| 23.06.1955 | Sarkanais Liepāja | 2+:- 2   | Daugava Riga |

#### Viertelfinale
| Datum      |                       | Ergebnis  |                        |
| ---------- | --------------------- | --------- | ---------------------- |
| 14.07.1955 | Metallurg Saporoschje | 2:1 n. V. | Sarkanais Liepāja      |
| 14.07.1955 | Neftjanik Baku        | 12:10     | Team Krasnowodsk       |
| 19.07.1955 | Team Woronesch        | 4:2       | Burewestnik Kischinjow |
| 19.07.1955 | Spartak Uschgorod     | 0:2 n. V. | Pischtschewik Odessa   |

#### Halbfinale
| Datum      |                | Ergebnis |                       |
| ---------- | -------------- | -------- | --------------------- |
| 24.07.1955 | Team Woronesch | 1:0      | Metallurg Saporoschje |
| 24.07.1955 | Neftjanik Baku | 2+:- 2   | Pischtschewik Odessa  |

#### Finale
| Datum      |                | Ergebnis |                |
| ---------- | -------------- | -------- | -------------- |
| 03.08.1955 | Team Woronesch | 0:1      | Neftjanik Baku |

### Zone 2

#### 1. Runde
| Datum      |                           | Ergebnis |              |
| ---------- | ------------------------- | -------- | ------------ |
| 24.06.1955 | Krylja Sowetow-III Moskau | 0:1      | Zenit Moskau |

#### Achtelfinale
| Datum      |                       | Ergebnis  |                           |
| ---------- | --------------------- | --------- | ------------------------- |
| 19.06.1955 | Metallurg Leninabad   | 1:7       | ODO Swerdlowsk            |
| 20.06.1955 | DO Chabarowsk         | 3:4 n. V. | Krasnoje snamja Iwanowo   |
| 21.06.1955 | Spartak Kalinin       | 6:1       | FSchM Minsk               |
| 22.06.1955 | Maschinostroitel Kiew | 1:2       | Metallurg Dnjepropetrowsk |
| 22.06.1955 | ODO Tallinn           | 1:0       | Dünamo Tallinn            |
| 25.06.1955 | Spartak Frunse        | 0:3       | Krylja Sowetow Molotov    |
| 29.06.1955 | Dinamo Samarkand      | 01:10     | Spartak Taschkent         |
| 29.06.1955 | Zenit Moskau          | 2:0       | Awangard Tscheljabinsk    |

#### Viertelfinale
| Datum      |                         | Ergebnis |                           |
| ---------- | ----------------------- | -------- | ------------------------- |
| 05.07.1955 | Spartak Kalinin         | 2:0      | Spartak Taschkent         |
| 18.07.1955 | Krylja Sowetow Molotov  | 1:0      | ODO Swerdlowsk            |
| 19.07.1955 | ODO Tallinn             | 0:3      | Metallurg Dnjepropetrowsk |
| 20.07.1955 | Krasnoje snamja Iwanowo | 1:0      | Zenit Moskau              |

#### Halbfinale
| Datum      |                           | Ergebnis |                         |
| ---------- | ------------------------- | -------- | ----------------------- |
| 24.07.1955 | Metallurg Dnjepropetrowsk | 2:0      | Krasnoje snamja Iwanowo |
| 25.07.1955 | Krylja Sowetow Molotov    | 1:2      | Spartak Kalinin         |

#### Finale
| Datum      |                           | Ergebnis |                 |
| ---------- | ------------------------- | -------- | --------------- |
| 30.07.1955 | Metallurg Dnjepropetrowsk | 0:1      | Spartak Kalinin |

### Zone 3

#### Achtelfinale
| Datum      |                         | Ergebnis |                  |
| ---------- | ----------------------- | -------- | ---------------- |
| 01.06.1955 | Schachtjor Stalinogorsk | 3:1      | Trud Stupino     |
| 22.06.1955 | KPI Kaunas              | 0:3      | Spartak Vilnius  |
| 29.06.1955 | Uroschai Alma-Ata       | 3:1      | Dynamo Schymkent |

#### Viertelfinale
| Datum      |                         | Ergebnis |                 |
| ---------- | ----------------------- | -------- | --------------- |
| 02.07.1955 | Uroschai Alma-Ata       | 0:2      | Spartak Vilnius |
| 08.07.1955 | Energija Saratow        | 5:0      | FSchM Leningrad |
| 21.06.1955 | Lokomotive Charkow      | 1:3      | Torpedo Gorki   |
| 22.06.1955 | Schachtjor Stalinogorsk | 2:0      | DOF Sewastopol  |

#### Halbfinale
| Datum      |                 | Ergebnis |                         |
| ---------- | --------------- | -------- | ----------------------- |
| 21.07.1955 | Spartak Vilnius | 2:1      | Schachtjor Stalinogorsk |
| 21.07.1955 | Torpedo Gorki   | 3:2      | Energija Saratow        |

#### Finale
| Datum      |                 | Ergebnis |               |
| ---------- | --------------- | -------- | ------------- |
| 31.07.1955 | Spartak Vilnius | 1:0      | Torpedo Gorki |

### Zone 4

#### Achtelfinale
| Datum      |                           | Ergebnis |                     |
| ---------- | ------------------------- | -------- | ------------------- |
| 21.06.1955 | Krasnoje snamja Leninakan | 0+:- 3   | Spartak Jerewan     |
| 22.06.1955 | ODO Petrosawodsk          | 1:0      | Neftjanik Krasnodar |
| 06.07.1955 | Dinamo Kutaissi           | 1:2      | ODO Tiflis          |

#### Viertelfinale
| Datum      |                           | Ergebnis |                    |
| ---------- | ------------------------- | -------- | ------------------ |
| 22.06.1955 | ODO Kiew                  | 2:0      | ODO Lwow           |
| 04.07.1955 | Krasnoje snamja Leninakan | 0:1      | Torpedo Stalingrad |
| 10.07.1955 | Torpedo Rostow            | 1:3      | FSchM Tiflis       |
| 20.07.1955 | ODO Petrosawodsk          | 0:5      | ODO Tiflis         |

#### Halbfinale
| Datum      |                    | Ergebnis |            |
| ---------- | ------------------ | -------- | ---------- |
| 25.07.1955 | Torpedo Stalingrad | 1:0      | ODO Tiflis |
| 25.07.1955 | FSchM Tiflis       | 2:4      | ODO Kiew   |

#### Finale
| Datum      |          | Ergebnis |                    |
| ---------- | -------- | -------- | ------------------ |
| 30.07.1955 | ODO Kiew | 3+:- 3   | Torpedo Stalingrad |

## Finalrunde

### Achtelfinale
| Datum      |                 | Ergebnis  |                             |
| ---------- | --------------- | --------- | --------------------------- |
| 25.05.1955 | Dynamo Moskau   | 2:0       | Trudowyje Reserwy Leningrad |
| 30.06.1955 | Torpedo Moskau  | 1:2       | Spartak Minsk               |
| 19.07.1955 | Dinamo Tiflis   | 3:2 n. V. | Dynamo Kiew                 |
| 28.07.1955 | Zenit Leningrad | 2:3       | Lokomotive Moskau           |
| 02.08.1955 | ZDSA Moskau     | 3:2       | Krylja Sowetow Kuibyschew   |
| 11.08.1955 | Spartak Kalinin | 1:3       | Spartak Moskau              |
| 20.08.1955 | ODO Kiew        | 3:2       | Schachtjor Stalino          |
| 08.09.1955 | Spartak Vilnius | 3:0       | Neftjanik Baku              |

### Viertelfinale
| Datum      |                | Ergebnis  |                   |
| ---------- | -------------- | --------- | ----------------- |
| 16.09.1955 | Spartak Minsk  | 0:1 n. V. | Lokomotive Moskau |
| 06.10.1955 | Dinamo Tiflis  | 0:1       | ZDSA Moskau       |
| 07.10.1955 | Spartak Moskau | 3:1       | ODO Kiew          |
| 08.10.1955 | Dynamo Moskau  | 2:0       | Spartak Vilnius   |

### Halbfinale
| Datum      |               | Ergebnis |                   |
| ---------- | ------------- | -------- | ----------------- |
| 11.10.1955 | ZDSA Moskau   | 1:0      | Lokomotive Moskau |
| 12.10.1955 | Dynamo Moskau | 4:1      | Spartak Moskau    |

### Finale
| Paarung        | ZDSA Moskau – Dynamo Moskau |
| Ergebnis       | 2:1 (2:1) |
| Datum          | 16. Oktober 1955 |
| Stadion        | Dynamo-Stadion, Moskau |
| Zuschauer      | 70.000 |
| Schiedsrichter | Nikolai Latyschew |
| Tore           | 1:0 Wladimir Agapow (10.) 1:1 Wladimir Ryschkin (13.) 2:1 Wladimir Agapow (31., Elfmeter) |
| ZDSA Moskau    | Boris Rasinsky – Anatoli Porchunow, Alexander Grischin – Michail Perewalow, József Beca, Alexander Petrow – Wladimir Agapow, Walentin Ryschkow, Wiktor Fjodorow, Walentin Jemyschew, Juri Beljajew Cheftrainer: Grigori Pinaitschew  |
| Dynamo Moskau  | Lew Jaschin – Anatoli Rodionow, Konstantin Krischewsky – Andrei Jortschenko, Jewgeny Bajkow, Alexander Sokolow – Wladimit Schabrow, Genrich Fedosow, Juri Kusnezow, Wladimir Iljin, Wladimir Ryschkin Cheftrainer: Michail Jakuschin |
| Platzverweise  | keine – Lew Jaschin (45.) |